# دلی رندرینتفی
 دلی رندرینتفی (انگلیسی: Dally Randriantefy؛ زاده ۲۳ فوریهٔ ۱۹۷۷) یک تنیس‌باز اهل ماداگاسکار است. 